# Dottorato di ricerca

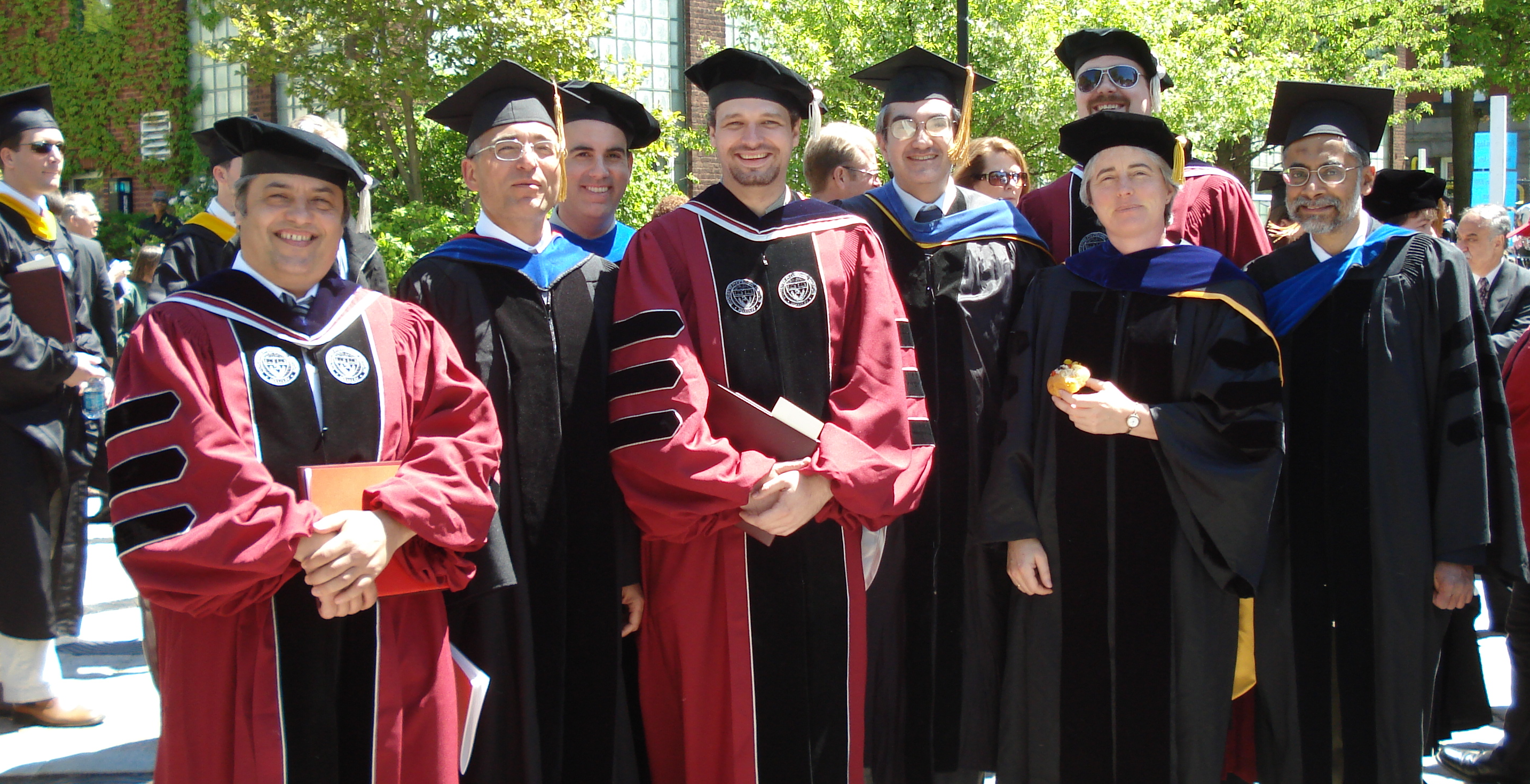
Una cerimonia di conferimento collettivo del titolo di dottore di ricerca

Il dottorato di ricerca è il più alto grado di istruzione ed il massimo titolo di studio e ha come principale finalità quella di formare alla ricerca di alto livello e all'insegnamento universitario.

## In Italia
Il dottorato è stato originariamente previsto nel sistema universitario italiano dalla legge delega 21 febbraio 1980, n. 28, e istituito dal Decreto Ministeriale del 15 giugno 1982 per cui i relativi corsi di studio sono stati attivati solo nel 1983. Originariamente nasce come "titolo accademico valutabile soltanto nell'ambito della ricerca scientifica" e ancora oggi rappresenta il terzo livello di studi, massimo grado di istruzione universitaria, come dettato dal processo di Bologna. 
Ai sensi della legge italiana, come requisito per l'ammissione ai corsi è attualmente richiesto il possesso di una laurea magistrale rilasciata da un’università in Italia, o di un titolo equivalente, oppure di un diploma di laurea conseguito in un altro Stato e dichiarato equipollente. Per riferirsi a tale titolo si usano indifferentemente le abbreviazioni Dott. Ric. e Ph.D., sebbene quest'ultima, che è un anglismo, sia usata prevalentemente da chi ha conseguito il dottorato nei paesi anglosassoni; tipicamente, in Italia si viene chiamati "dottori", di fatto come per i laureati. L'ammissione ai corsi si ottiene mediante concorso - anche internazionale - dalle singole università italiane. I requisiti di ammissione al concorso e le modalità dello stesso sono stabiliti autonomamente dalle università, come pure denominazioni e contenuti dei corsi stessi. La durata del corso di dottorato di ricerca è generalmente di tre anni accademici, il corso si conclude con la presentazione, discussione e difesa di una tesi originale e scientificamente rilevante nell'esame finale.
Il titolo, se conseguito in un altro Stato, non è automaticamente riconosciuto, ma può essere validamente utilizzato quando previsto dalla legge italiana solo previo riconoscimento da parte del Ministero dell'Istruzione, dell'Università e della Ricerca. Al dottorato di ricerca sono stati resi equipollenti vari altri titoli di studio, in particolare alcuni cosiddetti diplomi di perfezionamento.
A partire dall'Anno Accademico 2024/2025, nelle istituzioni AFAM (Alta Formazione Artistica, Musicale e Coreutica) è stato attivato il primo ciclo dei dottorati di ricerca. Questo importante passo rappresenta un'opportunità storica per il settore, favorendo un'ulteriore qualificazione della formazione artistica e musicale in Italia. I dottorati di ricerca AFAM mirano a promuovere l'innovazione e l'eccellenza nella ricerca artistica, musicale e coreutica, offrendo agli studenti un percorso altamente specializzato. Tali programmi intendono valorizzare il ruolo delle arti come strumento di conoscenza e sviluppo culturale, scientifico e tecnologico. I dottorati includono attività di ricerca teorica e pratica, integrate da seminari, laboratori e collaborazioni con istituzioni nazionali e internazionali. Gli studenti hanno l'opportunità di sviluppare progetti originali e interdisciplinari, contribuendo alla crescita del sapere artistico e musicale.
Coloro che conseguono il titolo di Dottore di Ricerca in Italia sono circa 10mila persone ogni anno; i professori a contratto in Italia nel 2020 sono in totale 28mila persone, gli assegnisti di ricerca sono 14mila persone, gli RTDA e gli RTDB sono circa 9mila persone.

### Possibilità di carriera accademica in Italia
Dopo il conseguimento del titolo di dottore di ricerca, conseguito tipicamente attorno ai 32 anni (ma con una certa varianza tra i vari settori disciplinari), è possibile intraprendere la carriera accademica con i seguenti ruoli: cultore della materia (posizione priva di compenso ovvero a titolo gratuito), professore a contratto, assegnista o contrattista di ricerca. Il conseguimento del dottorato è necessario per accedere al ruolo di ricercatore.

#### Fino alla riforma Gelmini
Coloro che sono entrati nel mondo accademico prima della Riforma Gelmini, ovvero prima del 2010, accedevano subito alla posizione di ricercatore a tempo indeterminato, che è stata messa ad esaurimento con la legge 240/2010 (i ricercatori a tempo indeterminato nominati fino al 2010 restano in servizio fino al pensionamento e erano circa 9mila persone nel 2020).

#### Dalla Riforma Gelmini al 2022
Con la Riforma Gelmini la figura del ricercatore è stata divisa in due: a tempo determinato di tipo A (3 anni rinnovabili per 2 anni, una sola volta). Da questo punto inizia l’eventuale carriera verso la posizione di ricercatore a tempo determinato di tipo B (3 anni non rinnovabile), che, con il conseguimento dell’ASN Abilitazione Scientifica Nazionale (abilitazione che in origine aveva valore solo 5 anni, poi estesa ad 11 nel 2022) può permettere la stabilizzazione a professore associato previa valutazione positiva di una apposita commissione locale.

#### Dal 2022
Nel 2022 è stata varata una riforma del reclutamento universitario, modificando la legge 240/2010, all'interno del decreto sul Piano nazionale di ripresa e resilienza (Pnrr).

### I dottorati di ricerca di interesse nazionale (DIN)
Negli ultimi anni sono stati affiancati ai dottorati tradizionali anche i dottorati di interesse nazionale. Si tratta di percorsi di dottorato che coinvolgono più università del territorio italiano e che mirano ad analizzare e approfondire tematiche considerate di interesse critico per la Nazione .
Il dottorato di Interesse Nazionale rappresenta una recente innovazione nell'ambito dell'istruzione superiore in Italia, introdotta per la prima volta con il Decreto Ministeriale 226 del 2021. Questo programma, noto anche come DIN, si distingue per essere una forma di dottorato di ricerca trasversale a più atenei.  Nel XXXVIII ciclo del corso di dottorato (a.a. 2022/2023) risultano accreditati presso il Ministero dell'Università e Ricerca (MUR) 27 DIN . La novità di questo approccio risiede nella sua struttura interdisciplinare, aggregando competenze provenienti da diverse istituzioni accademiche, enti e fondazioni di ricerca, con l'obiettivo di creare reti di giovani ricercatori. 
Il corso si svolge in collaborazione di più università. Durante il corso di studio (3 anni) il dottorando dovrà riferire e svolgere corsi e potrà avere accesso alle strutture e alle risorse presso più sedi tra le quali la sede che propone il corso di dottorato e la sede ospitante principale a cui si aggiungono tutte le altre sedi che fanno parte del progetto di dottorato specifico. Al dottorando verrà quindi assegnata la borsa di dottorato da una "università capofila" che guida il progetto e indica le modalità di svolgimento. Il dottorando, in base al percorso scelto e ai posti disponibili, sarà poi assegnato ad una sede principali tra le aderenti al corso di dottorato. I corsi si svolgeranno poi presso le varie sedi del dottorato e saranno finalizzate alla costruzione di un team di eccellenza coeso che si possa occupare della problematica di interesse nazionale di oggetto del bando e dell'area specifica (ad esempio legale, ingegneristica, filosofica ecc.) per la quale il dottorando è stato selezionato ma che al contempo sviluppi nel dottorando spiccate competenze individuali specifiche e di elevato valore culturale, aziendale e sociale. Molti dei percorsi di dottorato di interesse nazionale (DIN) prevedono un periodo all'estero obbligatorio.
A partire dal XXXVIII ciclo, sono state assegnate circa 1000 borse di ricerca, di cui il 60% è finanziato attraverso il Piano Nazionale di Ripresa e Resilienza (PNRR). Inoltre, la collaborazione di oltre 1000 docenti e ricercatori italiani testimonia l'ampia partecipazione e l'impatto significativo dei DIN nelle diverse aree accademiche.

## In Europa

### Finlandia
In Finlandia il dottorato (filosofian tohtori - FT) si può ottenere presso le università tradizionali. È richiesta una laurea magistrale (Master's degree) e il dottorato coniuga approssimativamente 4–5 anni di ricerca (3–5 articoli scientifici, alcuni dei quali come autore principale) con 60 ECTS. Altre università come la Aalto University rilasciano titoli come tekniikan tohtori (TkT, engineering), taiteen tohtori (TaT, art), ecc., tradotti in inglese come Doctor of Science (D.Sc.), e sono formalmente equivalenti. Il licentiate (filosofian lisensiaatti - FL) richiede solo 2–3 anni di ricerca e alcune volte viene fatto prima dell’FT.

### Francia
Gli studenti che vogliono conseguire un dottorato devono prima completare una laurea magistrale (master's degree) di 2 anni dopo aver conseguito una laurea triennale. Il candidato deve trovare i finanziamenti e un consulente formale di dottorato (Directeur de thèse).
L'ammissione è garantita da una graduate school ("école doctorale"). Lo studente può seguire la formazione durante il servizio offerta dalla graduate school mentre continua la sua ricerca in un laboratorio o all’ università, o in un’azienda. La durata del dottorato è di 3-4 anni.
Il finanziamento dei dottorati arriva principalmente dai fondi per la ricerca del Ministero dell’Istruzione e della Ricerca francese. La procedura più comune è un contratto di lavoro a breve termine denominato contratto di dottorato. Comunque, il candidato può richiedere fondi a un’azienda che può ospitarlo presso la sua sede (come nel caso in cui i dottorandi effettuano le loro ricerche presso una società). In un'altra possibile situazione, la società e l'istituto possono firmare insieme un accordo di finanziamento in modo che il candidato abbia ancora un contratto di dottorato pubblico ma lavori presso la società su base giornaliera (ad esempio, questo è particolarmente il caso della (francese) Fondazione per la cooperazione scientifica). Molte altre risorse provengono da alcuni progetti regionali/cittadini, alcune associazioni, ecc…

### Germania
Per essere ammesso a un dottorato bisogna aver conseguito un titolo di studio avanzato (ad esempio, Master, Diplom, Magister o Staatsexamen), soprattutto in un campo correlato e avendo voti al di sopra della media. Lo studente deve anche trovare un professore di ruolo di un’università che faccia da consulente formale e supervisore (Betreuer) della dissertazione durante il dottorato, chiamato Promotion.
A seconda dell'università, ai dottorandi (Doktoranden) può essere richiesto di seguire lezioni o lezioni formali, di cui alcune includono esami e altro. Molti dottorandi lavorano anche come assistenti all’insegnamento, assistenti di ricerca o docenti.
Molte università hanno istituito i Graduiertenkollegs ("graduate colleges"), scuole per già laureati, orientate verso la ricerca, che si occupano di finanziare i dottorati.
La durata tipica di un dottorato può dipendere fortemente dalla disciplina e dall'area della ricerca. Solitamente sono richiesti dai 3 ai 6 anni.

### Regno Unito
Le università scelgono gli studenti da ammettere seguendo la logica del caso per caso; a seconda dell'università, per essere ammessi bisogna aver conseguito un undergraduate degree (laurea di I livello) con voti abbastanza alti oppure un postgraduate master's degree (laurea magistrale), ma i requisiti possono variare da un caso all'altro.
Gli studenti provenienti da paesi al di fuori dell'area EU / EFTA sono tenuti a rispettare l'Academic Technology Approval Scheme (ATAS), che prevede di sottoporsi a un processo di nulla osta di sicurezza con il Foreign Office per determinati corsi di medicina, matematica, ingegneria e scienze dei materiali. Questo requisito è stato introdotto nel 2007 a causa delle preoccupazioni per il terrorismo all'estero e la proliferazione delle armi.
Al finanziamento dei dottorandi nel Regno Unito alcune volte provvedono i Research Councils (finanziati dal governo) o l'European Social Fund, nella forma di una borsa di studio esentasse (tasse universitarie e uno stipendio). Le tasse per i cittadini britannici ed europei sono di 3 000–6 000 £ l'anno. Mentre per gli studenti stranieri (overseas students) sono di 9 000–14 500 £ (sono inclusi i cittadini EU che non hanno avuto la residenza nella zona EEA, per i 3 anni precedenti), e possono arrivare a 16 000 £ nelle migliori università.
Nel 2008 lo stipendio era intorno alle 13 000 £ l'anno per 3 anni (a volte di 2 000–3 000 £ in più a Londra), quindi spesso il quarto anno non viene finanziato. Un numero molto limitato di borse di studio scientifiche viene talvolta pagato a un tasso più elevato - ad esempio, a Londra, lo stipendio di Cancer Research UK, ICR e Wellcome Trust partono da circa 19 000 £ e arrivano a circa 23 000 £ l'anno; un importo esente da tasse e assicurazione nazionale. La disponibilità di finanziamenti in molte discipline significa che in pratica solo agli studenti con le migliori proposte di ricerca, referenze e bagaglio personale verrà probabilmente assegnata una borsa di studio. L'ESRC (Consiglio per la ricerca in scienze economiche e sociali) afferma esplicitamente che è richiesto un minimo di 2,1 (o 2,2 più un master aggiuntivo). Dal 2002, i consigli di ricerca hanno promosso fondi per centri di formazione dottorale interdisciplinare che concentrano le risorse su un numero inferiore di centri di qualità superiore.
Molti studenti che non ricevono finanziamenti esterni possono scegliere di intraprendere la laurea part-time, riducendo così le tasse universitarie e creando tempo libero in cui guadagnare denaro per la sussistenza. Gli studenti possono anche prendere parte a tutoraggio, lavorare come assistenti di ricerca o (occasionalmente) tenere lezioni, generalmente per 12-14 £ l'ora, sia per integrare il basso reddito esistente o come unico mezzo di finanziamento.
Di solito esiste una valutazione preliminare per rimanere nel programma e la tesi viene presentata alla fine di un programma di 3-4 anni. Con una dispensa speciale, la data finale per la tesi può essere prorogata per un massimo di quattro anni aggiuntivi, per un totale di sette, ma questo è raro. Per i dottorati a tempo pieno, ora è stato fissato un limite di 4 anni e gli studenti devono richiedere un'estensione per presentare una tesi oltre questo punto. Dall'inizio degli anni '90, i consigli di finanziamento britannici hanno adottato una politica di penalizzazione dei dipartimenti in cui grandi proporzioni di studenti non riescono a presentare le loro tesi in quattro anni dopo aver raggiunto lo status di dottorando (o equivalente) riducendo il numero di posti finanziati negli anni successivi. Ciò porta a una pressione significativa sul candidato per ridurre al minimo l'ambito dei progetti in vista della presentazione della tesi, indipendentemente dalla qualità, e lo scoraggia nello spendere tempo in attività che altrimenti favorirebbero l'impatto della ricerca sulla comunità (ad es. pubblicazioni in riviste, seminari, workshop di grande impatto). Inoltre, il personale addetto alla supervisione è incoraggiato nella sua carriera per garantire che il dottorato di ricerca sotto la loro supervisione termini i progetti in 3 anziché nei 4 anni che il programma è autorizzato a coprire.
Nel Regno Unito, i Ph.D. sono differenti da altri tipi di dottorato come il D.Litt. ('Doctor Litterarum') o il D.Sc. (Doctor of Science), che può essere concesso su raccomandazione di un comitato di esaminatori sulla base di un consistente portafoglio di ricerche presentate (e generalmente pubblicate). Tuttavia, alcune università del Regno Unito mantengono ancora la possibilità di presentare una tesi per l'assegnazione di un dottorato superiore.
Recentemente sono stati introdotti dottorati professionali (D.Prof or ProfD), che sono allo stesso livello dei Ph.D. ma riguardano un campo più specifico. I più noti sono nel campo dell'ingegneria (Eng.D.), dell'educazione (Ed.D.), della psicologia occupazionale (D.Occ Psych.) della psicologia clinica (D.Clin.Psych.), dei lavori sociali (DSW), dell'assistenza infermieristica (DNP), della pubblica amministrazione (DPA), dell'amministrazione aziendale (DBA), e della musics (DMA). Questi in genere una maggiore componente formale che consiste di progetti di ricerca più piccoli, come una tesi di 40 000–60 000 parole.

### Santa Sede
Il dottorato è il grado accademico che si consegue al termine del terzo ciclo degli studi presso le facoltà, gli atenei e le università ecclesiastiche di diritto pontificio, con l'eccezione di quelle che seguono l'ordinamento del paese in cui si trovano (ad esempio alcune università ecclesiastiche pontificie in Brasile).
Il ciclo di studi dura due o tre anni e vi si può accedere dopo aver conseguito la licenza. È da notare che le università cattoliche non sono università di diritto pontificio; ad esempio l'Università Cattolica del Sacro Cuore è un'università pubblica non statale di diritto italiano, che rilascia dunque titoli secondo l'ordinamento italiano, sebbene sia riconosciuta dalla Santa Sede.

### Danimarca
La Danimarca ha introdotto un dottorato di ricerca in stile americano nel 1989; che ha sostituito formalmente il titolo di licenza ed è considerato un titolo inferiore rispetto al dott. phil.; ufficialmente, il ph.d. non è considerato un dottorato, ma ufficiosamente, viene definito "il dottorato più piccolo", a differenza del dott. phil., "il grande dottorato". I titolari di un dottorato laurea non hanno il diritto di definirsi "Dr.". Attualmente la Danimarca distingue tra il dott. phil., dottorato adeguato e un titolo superiore rispetto al dottorato, mentre in Norvegia lo storicamente analogo dr. Philos è ufficialmente considerato equivalente al nuovo dottorato di ricerca. 

### Norvegia
Il dottorato di ricerca norvegese viene assegnato ai candidati che hanno completato un programma di dottorato supervisionato presso un'istituzione, mentre i candidati con un master che hanno condotto ricerche per conto proprio possono presentare il loro lavoro per una difesa del Dr. Philos. presso un'istituzione pertinente. I dottorandi devono completare una lezione di prova prima di poter difendere la loro tesi, mentre i candidati al Dr. Philos devono completare due lezioni di prova.

### Svezia
In Svezia, il dottorato di ricerca è stato introdotto alla Facoltà di filosofia dell'Università di Uppsala nel 1863. In Svezia, il termine latino è tradotto ufficialmente in svedese filosofie doktor e comunemente abbreviato fil. dr o FD. Il titolo rappresenta la tradizionale facoltà di filosofia e comprende materie dalla biologia, fisica e chimica, alle lingue, alla storia e alle scienze sociali, essendo il massimo grado in queste discipline. La Svezia attualmente ha due tipi di laurea a livello di ricerca, il Licentiate degree, che è paragonabile alla laurea danese precedentemente nota come Licentiate degree e ora come dottorato di ricerca, e il dottorato superiore in filosofia, Filosofie Doktor. Alcune università svedesi usano anche il termine teknologie doktor per dottorati assegnati da istituti di tecnologia (per dottorati in ingegneria o materie legate alle scienze naturali come scienza dei materiali, biologia molecolare, informatica, ecc.). Il termine svedese fil. dr viene spesso utilizzato anche come traduzione di gradi corrispondenti da ad es. Danimarca e Norvegia.

### Spagna
In Spagna il "Doctorado" è uno dei titoli accademici che possono rilasciare le istituzioni universitarie. Colui che termina gli studi di "doctorado", ai quali si accede avendo previamente ottenuto i titoli di "Grado" e "Master", riceve il titolo di "doctor" o "doctora". Normalmente la durata del percorso formativo è di tre anni, ma può differire a seconda dei singoli casi e arrivare a 5 anni.
Lo studente deve scrivere la sua tesi e se viene approvata dal suo "direttore/i di tesi", viene presentata a un gruppo di 5 illustri studiosi. A ogni dottore che partecipa alle presentazioni pubbliche è concesso di fare domande sul suo progetto di ricerca. Se viene approvato, il candidato riceverà il dottorato. Sono possibili 4 tipi di voto: non soddisfacente, approvato, soddisfacente, ed eccellente. La denominazione "Summa Cum laude" può essere aggiunta al voto eccellente se tutti i membri della commissione sono d'accordo.
Comunque, come in Italia, la fine del percorso dottorale è segnata dalla discussione ("defensa") di una "tesis doctoral" redatta sotto il coordinamento del proprio tutor.
I dottorati sono regolati dal Decreto Reale 99/2011 e dall'anno accademico 2014/2015 sono necessari per candidarsi per l'insegnamento a lungo termine all'università.

### Svizzera
In Svizzera il dottorato di ricerca (frequentemente denominato PhD in molti istituti universitari elvetici), in applicazione del modello del processo di Bologna, è il terzo ciclo di studi universitari, al termine del quale si consegue il corrispondente grado accademico, che è il più elevato dell'intero sistema formativo. L'ottenimento di un dottorato conferisce legalmente il titolo di "dottore".

## Nel resto del mondo
Nei paesi anglofoni è denominato Doctor of Philosophy, dal latino Philosophiæ Doctor (abbreviato come Ph.D. o PhD; oppure DPhil) ed è il più alto titolo accademico di terzo ciclo, affiancato ai più specifici M.D. (Doctor of Medicine), Ed.D. (Educationis Doctor), D.A. (Doctor of Arts dal latino artium doctor), D.B.A. (Doctor of Business Administration), D.Prof. (Doctor in Professional Studies), D.M.A. (Doctor of Musical Arts), Th.D. (Doctor Theologiae). In molti paesi anglosassoni la candidatura a un PhD richiede almeno un Honours degree o un Master's degree, oppure, più opportunamente, un Master of Research o un Master of Philosophy.

### Australia
Per essere ammessi viene richiesto di dimostrare la capacità di intraprendere la ricerca nel campo prescelto. Il requisito standard è il bachelor's degree con first-class o upper second-class honors. I corsi di laurea magistrale (master's degrees) con un contenuto di ricerca del 25% sono solitamente ritenuti equivalenti. È anche possibile per gli studenti di master di ricerca "passare" alla candidatura di dottorato dopo aver dimostrato progressi sufficienti.
Agli studenti viene offerta, alcune volte, una borsa di studio. La più comune è la Research Training Program (RTP), riservata a studenti con un "eccezionale potenziale nella ricerca", la sua somma annuale è di 27 000 A$ (esentasse). La RTP viene pagata per 3 anni, è solitamente possibile un'estensione di 6 mesi appellandosi a "ritardi fuori dal controllo dello studente". In aggiunta alla più comune RTP e alle borse di studio universitarie, gli studenti hanno altre fonti di finanziamento delle borse di studio che arrivano dall'industria, dall'impresa privata e da organizzazioni.
Non ci sono tasse per i cittadini australiani, i residenti permanenti, e i cittadini della Nuova Zelanda (in alcune università bisogna pagare le "student services and amenities fee - SSAF"). Tutte le tasse vengono pagate dal governo australiano con la Research Training Program, tranne le SSAF. Gli studenti internazionali e gli studenti del corso di laurea magistrale devono pagare le tasse se non usufruiscono di una borsa di studio.
I requisiti per il completamento variano. La maggior parte dei Ph.D. australiani non ha una componente di corsi obbligatori. I punti di credito associati alla laurea sono tutti nel prodotto della ricerca, che di solito è una tesi di 80 000 parole che offre un nuovo significativo contributo al campo di ricerca. Di recente è cresciuto l'interesse verso il Ph.D tramite pubblicazione, che in genere richiede un minimo di 2 pubblicazioni, ma che richiede anche elementi tradizionali della tesi (esegesi introduttiva e collegamento dei capitoli tra documenti). La tesi di dottorato è inviata a esaminatori esterni che sono esperti in quel campo e che non sono stati coinvolti nel lavoro. Gli esaminatori sono nominati dall'università, e la loro identità spesso non viene rivelata al candidato fino a quando l'esame non è completo. La difesa orale generalmente non fa parte dell'esame della tesi; comunque, dal 2016, c'è una tendenza verso l'attuazione di questo in molte università australiane. All'University of South Australia, i dottorandi, ora intraprendono una difesa orale tramite video conferenza, con i due esaminatori.

### Canada
Per essere ammessi a un dottorato, solitamente è richiesto il possesso di una laurea magistrale (Master's degree) in un campo correlato, con voti abbastanza alti e una comprovata capacità di ricerca. In alcuni casi, uno studente può passare direttamente da un Honours Bachelor's degree a un Ph.D.; altri programmi permettono allo studente un fast-track per il dottorato dopo 1 anno di "outstanding work" in un corso di laurea magistrale (senza dover completare il Master).
Il processo di candidatura include in genere una proposta di ricerca, lettere di referenze, trascrizioni e, in alcuni casi, un "writing sample" o i punteggi degli esami di laurea. Un criterio comune per potenziali dottorandi è l'esame completo o di qualificazione, un processo che spesso incomincia nel secondo anno di un corso di laurea. In genere, il superamento dell'esame di abilitazione consente di proseguire il corso di laurea. I formati per questo esame includono l'esame orale da parte del comitato di facoltà dello studente (o di un comitato di qualificazione separato) o prove scritte progettate per dimostrare le conoscenze dello studente in un'area specializzata o entrambi.
Allo studente può anche essere richiesto di dimostrare la conoscenza della lingua inglese, solitamente ottenendo un punteggio accettabile in un esame standard (per esempio il TOEFL). A seconda del campo, allo studente può essere richiesto di dimostrare la conoscenza di una o più lingue.
Alcuni studenti lavorano fuori dall'università (o fanno lavori per studenti nell'università), in alcuni programmi agli studenti è raccomandato (o devono accettare) di non dedicare più di 10 ore a settimana ad attività (come un lavoro) al di fuori dei loro studi, in modo particolare se hanno ricevuto finanziamenti. Chi riceve borse di studio generose e prestigiose, come quelle del NSERC e dei Fonds québécois de la recherche sur la nature et les technologies, questo è un requisito assoluto.
In alcune università canadesi, la maggior parte dei dottorandi riceve un premio equivalente a una parte o alla totalità dell'importo delle tasse per i primi quattro anni (a volte questo è chiamato rinvio delle tasse scolastiche o esonero dalle tasse scolastiche). Altre fonti di finanziamento includono il lavorare come assistenti di insegnamento e come assistenti di ricerca; l'esperienza come assistente di insegnamento è incoraggiata ma non necessaria in molti programmi. Alcuni programmi possono richiedere l'insegnamento di tutti i dottorandi, che può essere svolto sotto la supervisione del proprio supervisore o della facoltà regolare. Oltre a queste fonti di finanziamento, ci sono anche varie borse di studio competitive, borse di studio e premi disponibili, come quelli offerti dal governo federale tramite NSERC, CIHR o SSHRC.
In generale, i primi due anni di studio sono dedicati al completamento dei corsi e agli esami completi. In questa fase, lo studente è noto come "studente di dottorato" o "studente di dottorato". Di solito si prevede che lo studente avrà completato la maggior parte dei suoi corsi richiesti entro la fine di questa fase. Inoltre, di solito è richiesto che entro la fine dei diciotto-trentasei mesi dopo la prima registrazione, lo studente abbia completato con successo gli esami completi.
Al completamento con successo degli esami completi, lo studente diventa noto come "dottorando". Da questo momento in poi, gran parte del tempo dello studente sarà dedicato alla propria ricerca, culminando nel completamento di un dottorato di ricerca con una tesi o una dissertazione. Il requisito finale è una difesa orale della tesi, che è aperta al pubblico in alcune università, ma non in tutte. Nella maggior parte delle università canadesi, il tempo necessario per completare un dottorato di ricerca va dai quattro ai sei anni. Tuttavia, non è insolito che gli studenti non siano in grado di completare tutti i requisiti entro sei anni, in particolare dato che i pacchetti di finanziamento spesso supportano gli studenti solo per due dei quattro anni; molti dipartimenti consentiranno l'estensione del programma a discrezione del supervisore della tesi e/o della presidenza di dipartimento. Esistono soluzioni alternative in base alle quali uno studente può lasciare scadere la propria iscrizione al programma alla fine di sei anni e registrarsi nuovamente una volta completata la tesi in forma di bozza. La regola generale è che gli studenti laureati sono obbligati a pagare le tasse scolastiche fino a quando l'ufficio di tesi non ha ricevuto la presentazione della tesi iniziale. In altre parole, se un dottorato di ricerca lo studente rinvia o ritarda la presentazione iniziale della sua tesi rimane obbligato a pagare le tasse fino al momento in cui la tesi è stata ricevuta in regola.

### Stati Uniti d'America
Negli Stati Uniti d'America il Ph.D. è il titolo accademico più elevato e può essere conseguito presso le università nella maggior parte dei campi. Negli Stati Uniti d'America ci sono 282 università che attribuiscono Ph.D., i criteri di ammissione variano a seconda dell'università.
Gli studenti, in genere, attraversano 3 fasi per arrivare al conseguimento del Ph.D. La prima consiste in corsi nel campo di studi dello studente e richiede 1-3 anni per essere completata. Essa è spesso seguita da un esame integrale preliminare o da una serie di esami cumulativi; l'enfasi è sull'ampiezza piuttosto che sulla profondità della conoscenza. Allo studente, spesso, successivamente è richiesto di superare degli esami orali e scritti con argomento il suo campo di specializzazione, e qui l'enfasi è sulla profondità della conoscenza. Alcuni PhD richiedono che il candidato soddisfi dei requisiti in pedagogia (seguendo corsi riguardanti l'insegnamento) o nelle scienze applicate.
Altri 2-8 anni sono spesso richiesti per la composizione di un contributo sostanziale e originale alla conoscenza, nella forma di una dissertazione scritta (nel campo delle scienze sociali e dell'umanistica è di 50-450 pagine). In molti casi, a seconda della disciplina, una tesi consiste in una revisione esauriente della letteratura, uno schema della metodologia e diversi capitoli di analisi scientifiche, sociali, storiche, filosofiche o letterarie. In genere, al termine, il candidato viene sottoposto a un esame orale, a volte pubblico, da parte del proprio comitato di supervisione con esperienza in una determinata disciplina.
Il titolo di studio richiesto per fare domanda di dottorato, in genere, è il bachelor's degree in un campo pertinente (nelle discipline umanistiche viene richiesto un master's degree), voti ragionevolmente alti, diverse lettere di raccomandazione, corsi accademici pertinenti, una convincente dichiarazione di interesse nel campo di studio e risultati soddisfacenti su un esame di livello universitario specificato dal rispettivo programma (come GRE, GMAT).
A seconda del campo degli studi, il completamento del Ph.D. può richiedere 4-8 anni dopo il bachelor's degree (laurea di primo livello); gli studenti che incominciano un Ph.D. quando sono già in possesso di un master's degree (laurea specialistica) possono completarlo 1-2 anni prima. Siccome nei Ph.D. manca in generale la struttura formale della undergraduate education, ogni dottorando decide il tempo che gli serve.
Gli studenti del Ph.D., in genere ricevono una sorta di stipendio annuale. Molti degli studenti lavorano come teaching assistants o research assistants. Le Graduate school incoraggiano sempre più gli studenti a cercare fondi esterni; Molte università della Ivy League e altre università ben finanziate finanziano gli studenti per l'intera durata del Ph.D. (se breve) o per la maggior parte con tuition waivers/stipendi.

## Pubblicazione delle opere
Francia e Regno Unito hanno due basi di conoscenza interdisciplinari, centralizzate, pubbliche, nazionali alle quali aderiscono una rete di atenei statali dei rispettivi Paesi.
Il servizio web di theses.fr e di E-Theses Online Service richiedono ai neolaureati o agli istituti accademici di appartenenza la compilazione di una web form con l'upload delle opere in formato elettronico, delle quali vengono aggiornati i metadati e resi consultabili in modalità libera e aperta il record bibliografico, l'abstract, l'indice analitico e, in taluni casi, l'intera opera.

## Gradi equivalenti del dottorato di ricerca internazionali
- Afghanistan: ډاکټر
- Albania: Doktorature (Dr.)
- Algeria: Doctorat, دكتوراه
- America Latina: Doctorado/Doctorate
- Arabia Saudita: دكتوراه
- Argentina: Doctorado (Dr.)
- Armenia: գիտությունների թեկնածու, դոցենտ
- Austria: Doktor (Dr.; DDr. doppio dottorato; DDDr. triplo dottorato)
- Azerbaigian: Doktorantura (Dr.)
- Bangladesh: Doctorate
- Belgio (francese): doctorat
- Belgio (olandese): Doctor
- Bielorussia: кандидат наук
- Bosnia-Erzegovina: Doktor
- Brasile: Doutorado
- Bulgaria: Доктор
- Burma: ပါရဂူဘြဲ႕
- Cina: 博士 (Bo-shi)
- Cile: Doctorado
- Colombia: Doctorado
- Corea: 박사 (baksa)
- Costa Rica: Ph.D. o Doctorado (Dr.)
- Croazia: Doktor
- Danimarca: Licentiate, Magister, Ph.D. (i dottorati sono higher degrees)
- Ecuador: Doctorado
- Egitto: Doctorat, دكتوراه
- El Salvador: Doctorado
- Emirati Arabi Uniti: in arabo دكتوراه‎? (doktorah)
- Estonia: Doktor
- Etiopia: ዶክተር, Doctor (Ph.D., Dr.)
- Filippine: Doktor
- Finlandia: Filosofian tohtori e qualsiasi grado di tohtori
- Francia: doctorat
- Germania: Doktor (Dr.; DDr. doppio dottorato; DDDr. triplo dottorato)
- Giappone: 博士 (hakase)
- Giordania: دكتوراه (Doctorah)
- Grecia: Διδακτορικό δίπλωμα
- Hong Kong: 博士 (Doctor)
- India: Doctorate
- Indonesia: Doktor
- Iran: دکتر (Doktora)
- Iraq: دكتوراه (Duktorah)
- Irlanda: an Doctúireacht
- Israele: דוקטורט (doctorat)
- Italia: Dottorato di ricerca
- Kuwait: دكتوراه (Dektoraah)
- Lettonia: Zinātņu doktors
- Libano: دكتوراه (doktorah)
- Lituania: Daktaras
- Macao: 博士 (Doutoramento)
- Macedonia: Докторат
- Malesia: Doktor Falsafah
- Messico: Doctorado
- Mongolia: Эрдэмтэн
- Marocco: Doctorat
- Nigeria: Doctor of Philosophy (Ph.D.)
- Norvegia: Magister, Licentiate, doctorates (tradizionalmente considerati higher degrees), Ph.D.
- Paesi Bassi: Doctor
- Pakistan: octor
- Paraguay: Ph.D. o Doctorado (Dr.)
- Perù: Doctorado
- Polonia: Doktor
- Portogallo: Doutoramento
- Regno Unito: Doctor of Philosophy (PhD, doctor, l'abbreviazione DPhil è usata solo dall'Università di Oxford e dall'Università del Sussex)
- Repubblica Ceca: CSc. and DrSc. usati fino al 1998; dal 1998, è in uso Ph.D.
- Repubblica Dominicana: Doctorado
- Romania: Doctorat
- Russia: аспирантура (di grado inferiore), докторантура (di grado superiore)
- San Marino: Dottorato di ricerca
- Serbia: Доктор
- Singapore: Doctor
- Siria: دكتوراه (doktorah)
- Slovacchia: CSc. era in uso durante il comunismo e per alcuni anni durante gli anni '90, al momento è in uso Ph.D.; DrSc. è di grado superiore.
- Slovenia: Doktor
- Spagna: Doctorado
- Svezia: Filosofie doktor (fil.dr., FD)
- Svizzera: Doctorat/ Dottorato (Dr)
- Stati Uniti d'America: Doctor of Philosophy (PhD)
- Thailandia: ดุษฎีบัณฑิต
- Taiwan： 博士
- Tunisia: دكتوراه (doktorah)
- Turchia: Doktora
- Ucraina: кандидат наук (CSc.)
- Ungheria: Doktor, tudományok doktora
- Uruguay: Doctorado
- Uzbekistan: Fan nomzodi (CSc.)
- Venezuela: Doctorado
- Vietnam: Tiến sĩ
- Stato Città Del Vaticano: Dottorato di ricerca